# Saint-Aubin-Épinay
Saint-Aubin-Épinay è un comune francese di 944 abitanti situato nel dipartimento della Senna Marittima nella regione della Normandia.

## Società

### Evoluzione demografica
Abitanti censiti